# SS Winnipeg
El SS Winnipeg  fue un barco paquebote mixto francés construido en 1918, y botado en 1919. Su importancia radica en haber realizado un viaje llevando a bordo a más de 2200 refugiados republicanos españoles que eligieron Chile como su país de asilo. Este viaje se convirtió en el de mayor contingente de pasajeros en toda la historia del exilio republicano español. La llegada del Winnipeg al puerto de Valparaíso fue la tarde del sábado 2 de septiembre de 1939, efectuando el desembarco al día siguiente, 3 de septiembre de 1939. 
El 3 de septiembre de 2019 se conmemoró el 80 aniversario del acontecimiento en un acto institucional que contó con la presencia de la ministra española de Justicia Dolores Delgado.

## Características generales
El SS Winnipeg fue un paquebote mixto, preparado para pasaje y carga, que podía transportar hasta desde 20 (originalmente) a 97 personas, y fue botado inicialmente con el nombre de Jacques Cartier en los astilleros de Dunkerque.
Su desplazamiento era de 8307 t brutas, poseía 2 máquinas de triple expansión que propulsaban dos hélices, su velocidad era de 14 nudos nominales, 143 m de eslora y 18 m de manga, poseía una dinamo como generador eléctrico.  Su tripulación era de 114 personas.

## Historia
Se usó como buque escuela de la Compañía General Transatlántica (CGT). Su misión era la de recoger y transmitir datos de sus observaciones meteorológicas durante sus viajes.
Desde 1918 hasta 1939 no se consignó ningún hecho destacable en su bitácora. Botado en 1918 como SS Jacques Cartier, para la CGT, en 1930 fue rebautizado como SS Winnipeg haciendo uso de este nombre hasta 1938. Se le rebautizó como SS Paimpol hasta 1941 siempre trabajando para la CGT. En 1941 se le vuelve a rebautizar como SS Winnipeg II y cambia su dueño a Canadian Pacific Steamships.

### Episodio destacado
Tras terminar la guerra civil española, en febrero de 1939, el embajador republicano español en Chile, Rodrigo Soriano, mandó una carta al Gobierno chileno preguntando si su país estaba dispuesto a conceder asilo a refugiados españoles que se encontraban en Francia viviendo en condiciones de hacinamiento. Ese comunicado fue el primer paso para abrir unas negociaciones que con la ayuda del poeta Pablo Neruda hicieron posible la llegada de 2078 españoles.
El presidente Pedro Aguirre Cerda y el ministro de relaciones exteriores Abraham Ortega Aguayo lo nombran cónsul especial para la inmigración republicana española con sede en el país galo. Neruda decide embarcarse en una empresa que comprendía el asilo de Chile a los españoles. Antes de llegar a Francia, Neruda pasó por Buenos Aires, Rosario y Montevideo, ciudades en las que concitó la colaboración de los organismos solidarios argentinos y uruguayos que participaron en el financiamiento de esta empresa migratoria. Neruda se había desempeñado como cónsul de Chile en Barcelona y posteriormente en Madrid. 

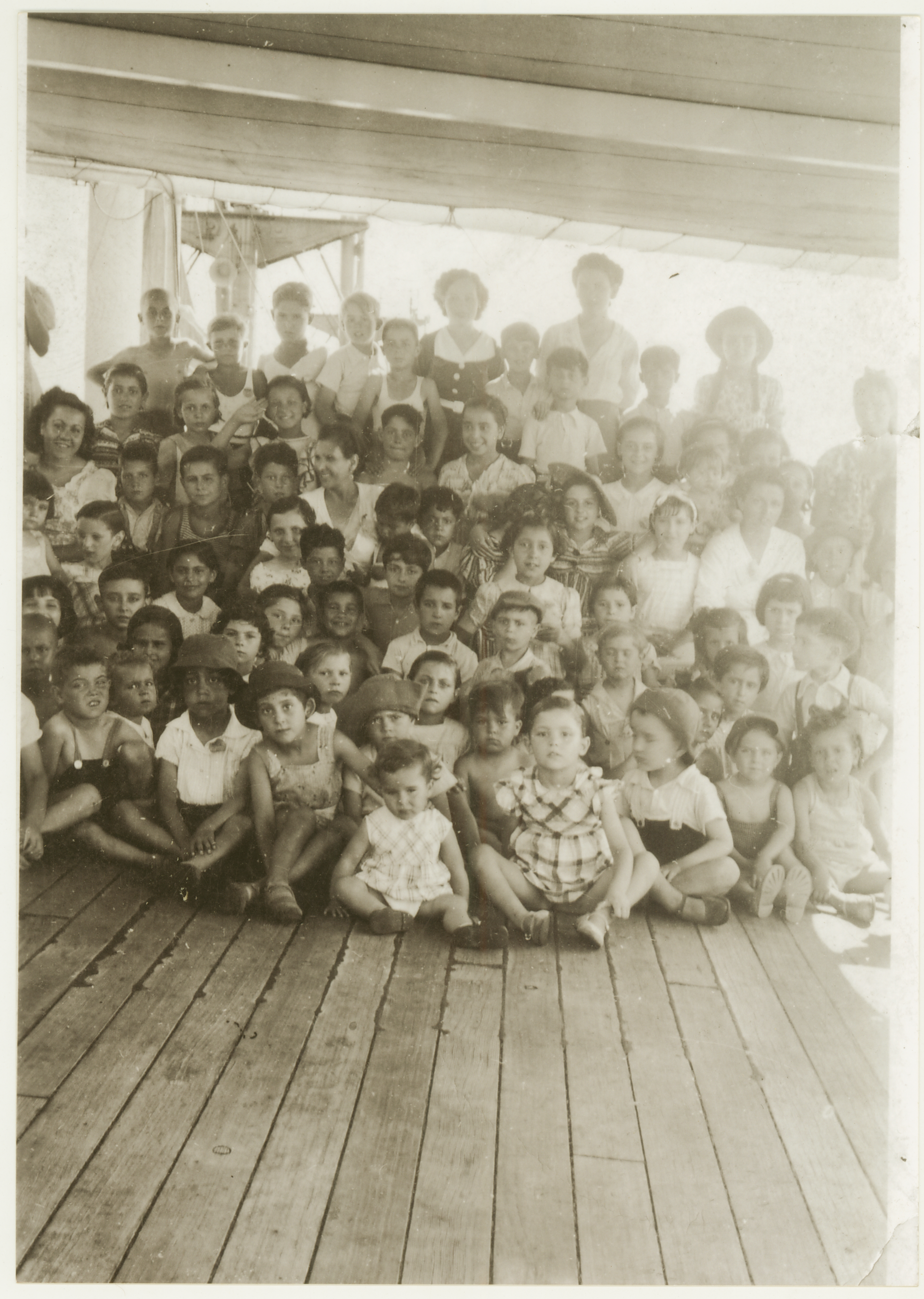
Niños pasajeros del Winnipeg en 1939.

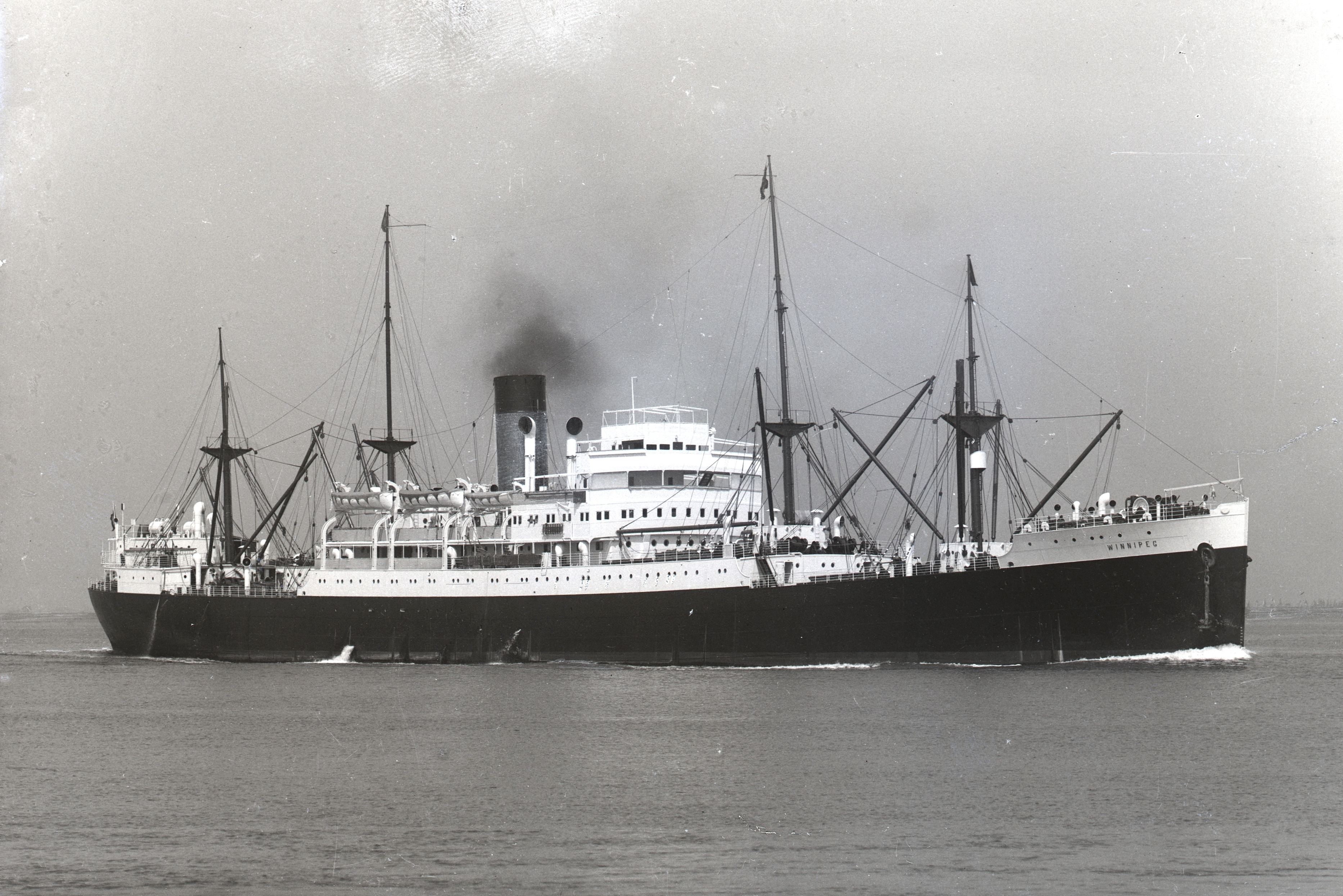
El Winnipeg en el Río Escalda

El Winnipeg era un paquebot mixto que inicialmente no llevaba más de 100 pasajeros bien acomodados, se modificó en su capacidad para albergar a más de 2.000 personas. Esta modificación, fue llevada a cabo por el Servicio de Evacuación de Refugiados Españoles (SERE), entre los meses de junio y julio de 1939 en los astilleros de El Havre con la finalidad de prestar ayuda a los refugiados.
No llevaba armamento montado de ningún tipo.
Mientras Neruda preparaba la expedición del Winnipeg, en Chile se debatía enconadamente sobre el proyecto de asilo. En un momento dado, el gobierno del Frente Popular cedió antes las presiones de sus adversarios políticos, y cancelaron la expedición migratoria. Debido a gestiones del propio Neruda, el gobierno chileno reconsideró su postura, y el Winnipeg pudo llegar a Chile con su cargamento de republicanos españoles; ese que Neruda llamó su «su más bello poema».
El Winnipeg zarpó del puerto fluvial de Pauillac la mañana del 4 de agosto de 1939. El viaje a Chile duró 30 días, y los últimos días de navegación los hizo cerca de la costa y a oscuras, por temor a sufrir atentados de submarinos alemanes. El día 26 de agosto de 1939 el barco atracó en Arica, en donde descendieron un grupo de pasajeros que se instalaron en dicha ciudad del norte de Chile; la tarde-noche del 2 de septiembre, el Winnipeg atracó en el puerto de Valparaíso. 
Al día siguiente, a las 9 de la mañana, comenzó el descenso de los pasajeros. Los refugiados recuerdan con emoción el recibimiento a su llegada a Valparaíso. Los esperaban autoridades civiles y militares, dirigentes políticos, de sindicatos, estudiantiles, y numeroso público, que entonaban canciones republicanas para recibirlos.
De este contingente, un grupo de ellos se quedó en Valparaíso, otro grupo abordó un tren directamente a la Argentina, y el grupo mayoritario viajó en tren a Santiago, donde también se les tributó un cariñoso recibimiento incorporándose a la vida nacional.

### Final
Tras la ocupación de Francia en la Segunda Guerra Mundial, el Winnipeg permaneció bajo bandera francesa, navegando para la Francia colaboracionista de Vichy. Fue capturado el 26 de mayo de 1941 por el balandro holandés HNMS Van Kinsbergen (U-93) en el mar Caribe, y confiscado por el gobierno británico posteriormente. 
Algunos meses después fue renombrado Winnipeg II. Fue torpedeado por el submarino alemán U-443, comandado por el teniente capitán, Konstantin von Puttkamer en su segunda patrulla, el 22 de octubre de 1942 mientras navegaba desde Liverpool hasta Saint John, Nuevo Brunswick. Todo el personal a bordo fue rescatado sin pérdida de vidas.

## Refugiados destacados
Entre las personas que llegaron a Chile embarcados en el Winnipeg se encuentran:
• Enrique García Vigneaux, militar perseguido y exiliado por la hazaña de defensa de la ciudad de Girona ante los ataques franquistas, ingeniero civil, primo de la científica Julia Coromines Vigneaux ( fundadora de la sociedad española del psicoanálisis refugiada en París) migró a Chile y posteriormente a México donde formó su familia y ejerció como ingeniero. 
- Agnes América Winnipeg Alonso Bollada, (6 de agosto de 1939) es la primera persona nacida a bordo del barco Winnipeg.
- Leopoldo Castedo, fue un historiador español, nacionalizado chileno en 1948.
- Mauricio Amster, fue un tipógrafo, diseñador gráfico, escritor y traductor de origen polaco.
- Elena Gómez de la Serna, fue una publicista y periodista española, que se exilió a Chile a bordo del Winnipeg.
- Montserrat Julió Nonell, fue una actriz de teatro y cine española. Ejerció asimismo la dirección teatral y fue escritora.
- Isidro Corbinos, fue un profesor y periodista español.
- Diana Pey, fue una pianista y compositora española, exiliada tras la guerra civil española, viviendo primero en Chile y luego en los Estados Unidos.
- Víctor Pey, fue un ingeniero, profesor y empresario español nacionalizado chileno. Tras luchar en la guerra civil española, se exilió en Chile, donde fue copropietario de una empresa de ingeniería, director del diario Clarín y consejero del presidente Salvador Allende.
- Serapio Ibáñez Echevarria. Fue miembro del Partido socialista obrero español (PSOE), combatió en la guerra civil española, y cruzó los Pirineos hacia Francia donde fue refugiado en los campos de concentración de Argeles sur mer y Barcares. Gracias al poeta Pablo Neruda, embarcó en el Winnipeg como ingeniero naval, con destino a Chile donde estableció lazos con importantes personalidades latinoamericanas, principalmente en Perú como Luis Banchero Rossi. Volviéndose, en pleno auge de la industria pesquera peruana, propietario de embarcaciones de pesca como el Sarsi en la provincia de Huarmey.
- Federico Gras París. Fue agente jefe del Parc Mòbil del Cos de Seguretat de Catalunya hasta 1939. Siguió contribuyendo con la causa Republicana en el exilio, estableciendo vínculos con importantes personalidades de países latinoamericanos, principalmente Argentina y México. Benefactor y Coleccionista de Arte, actividad familiar que data desde 1400, donde su ancestro, don Bartolomé Gras, es mencionado como tesorero de la casa y corte del rey Alfonso V de Aragón.[10]
- Julio Calera Villalba. Compositor, intérprete, arreglista, profesor de música y militar que luchó por la República durante la guerra civil española teniendo que exiliarse hacia el final de la contienda. Tras ser detenido e internado en dos campos de concentración de los que logró escapar, viajó en el Winnipeg gracias a Pablo Neruda y una vez en Chile continuó dedicándose a la música y trabajó en la radio llegando a ser director de varios programas de importancia.[11]
- Luis Cantillano.
- Julio Pereiro Pérez. Destacado piloto de la fuerza aérea española republicana, miembro del escuadrón de las Moscas protagonista de libros como Arde el cielo de Antonio Arias Arias.
- Victorino Farga Cuesta. Catalán, viajó a los 12 años y fue un médico, especialista en enfermedades broncopulmonares.
- los hermanos Juan, Manuel y Francisco Vallejo, los tres voluntarios del Ejército Popular Republicano (EPR), abuelos de los fundadores del grupo rock italiano Exit Refugium Peccatorum (ERP) que a ellos y a todos los revolucionarios españoles dedicaron las canciones «CNT» y «FAI» (organizaciones sindicales y anarquistas revolucionarias de la que sus abuelos eran afiliados).
- Miguel de los Santos Cunillera Rius, destacado doctor, Diputado electo por Tarragona en 1932 por el Partido Radical Autónomo.
- José Ortiz Zubia. Vasco, republicano y comunista. Más tarde tuvo contacto con los presos de la isla Dawson. Durante la guerra civil española fue nombrado director de la Agrupación Hospitalaria Militar de las Comarcas de Gerona. En el viaje de exilio en el barco cumplió el rol de Médico de a bordo.
- José Manuel Moreno González, escritor.
- Luis Fernández Turbica, afamado dramaturgo.
- Roser Bru, pintora.[12]
- José Balmes, pintor. Este último recuerda así el gesto del poeta Pablo Neruda:

Nunca jamás, ni siquiera al final de mi vida voy a hacer lo suficiente por agradecer el hecho de estar en este país y de ser ciudadano chileno, gracias justamente a Pablo Neruda. Como alguien dijo alguna vez ‘las deudas de amor no se terminan de pagar nunca’ y esta es una gran deuda que yo tengo con él todavía